# Gordon Latta
Pour les articles homonymes, voir Latta.
Gordon Latta, né le 19 décembre 1905, dans le borough londonien de Camden, et mort le 19 avril 1990 à Westminster, Londres, est un auteur britannique de roman policier.

## Biographie
Fils unique de William Latta, né en 1869, et de Janet Halley Cuthberston, née en 1877, sa position de seul héritier d'une riche famille bourgeoise britannique, le met à l'abri du besoin. 
Dans les années 1930, pour s'amuser, il publie trois romans policiers ayant pour héros Arnholt, le chef d'une bande de voleurs et de cambrioleurs, dont les aventures rappellent à la fois celles du Arthur J. Raffles d'Ernest William Hornung et du Arsène Lupin de Maurice Leblanc. 

## Œuvre

### Romans

#### SérieArnholt
- Arnholt Makes his Bow (1931), titré The Toni Diamond aux États-Unis Publié en français sous le titre Arnholt tire sa révérence, Paris, Librairie des Champs-Élysées, Le Masque no 296, 1940
- Re-Enter Arnholt (1932)
- Exit Arnholt (1935)

## Source
- Jacques Baudou et Jean-Jacques Schleret, Le Vrai Visage du Masque, vol. 1, Paris, Futuropolis, 1984, 476 p. (OCLC 311506692), p. 277.